# 랜스층
랜스층(Lance Formation)은 미국 서부에서 발견된 백악기 말기(6,900만년~6,600만년 전)의 지층이다. 와이오밍주 랜스크리크의 이름이 붙었다. 각종 미소척추동물 및 공룡 화석들이 풍부하며, 가장 최근의 중생대 동물상을 보여주는 중요한 지층이다. 랜스 층은 몬태나의 헬크리크 층, 서스캐처원의 프렌치맨 층, 앨버타의 스콜라드 층과 많은 동물상을 공유한다.